# Synare
Synare è una serie di drum machine prodotta tra la fine degli anni '70 e gli anni '80 dalla Star Instruments Inc.

## Modelli
- Synare 1
- Synare 2
- Synare 3
- Synare S3x
- Syanre Sensor
- Synare 3 Sequencer
- Synare 4
- Synare Tympani
- Synare Bass Drum
- Synare Hi Tom
- Synare Lo Tom
- Synare SM-61 Mixer
- Synare 201